# Sexuální objektifikace

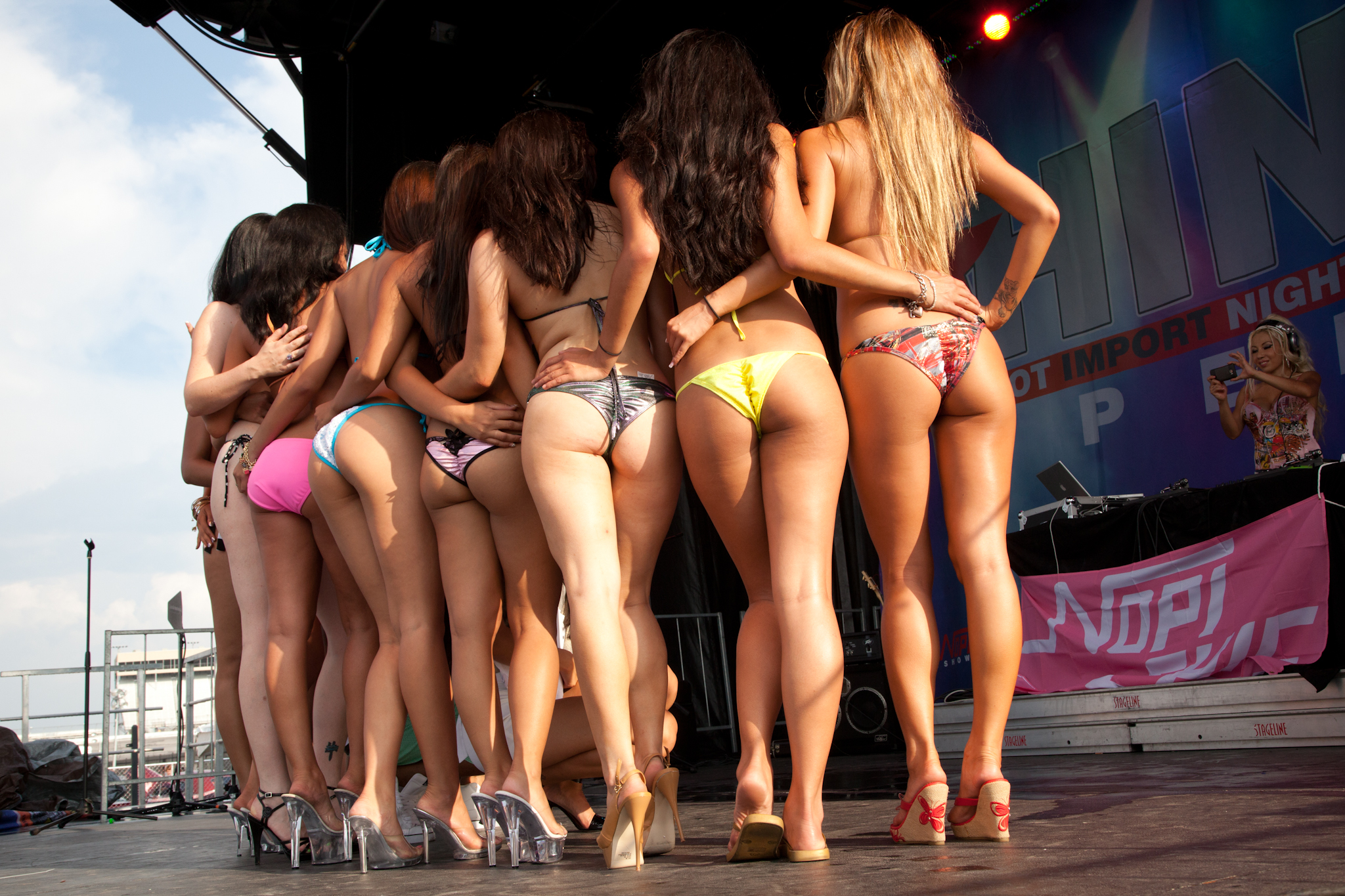
Ženy jsou v soutěži v plavkách hodnoceny pro svůj vzhled a sexuální přitažlivost.

Sexuální objektifikace je akt jednání, při kterém je druhá osoba pojímána pouze jako předmět sexuální touhy. Objektifikace v širším pojetí znamená pojímání osoby jako komodity nebo předmětu bez ohledu na jejich osobnost nebo důstojnost. V současnosti se objektifikace zkoumá většinou na úrovni společnosti, ale může popisovat i chování jednotlivce a je projevem odlidštění osoby.
Ačkoliv mohou být sexuálně objektifikováni muži stejně jako ženy, obvykle je tato problematika spojována s objektifikací žen. Často je také důležitým tématem feministických teorií. Sexuální objektifikace přispívá k nerovnosti mezi muži a ženami a psychology je spojována s rizikovostí vzniku duševních poruch.

## Sexuální objektifikace žen

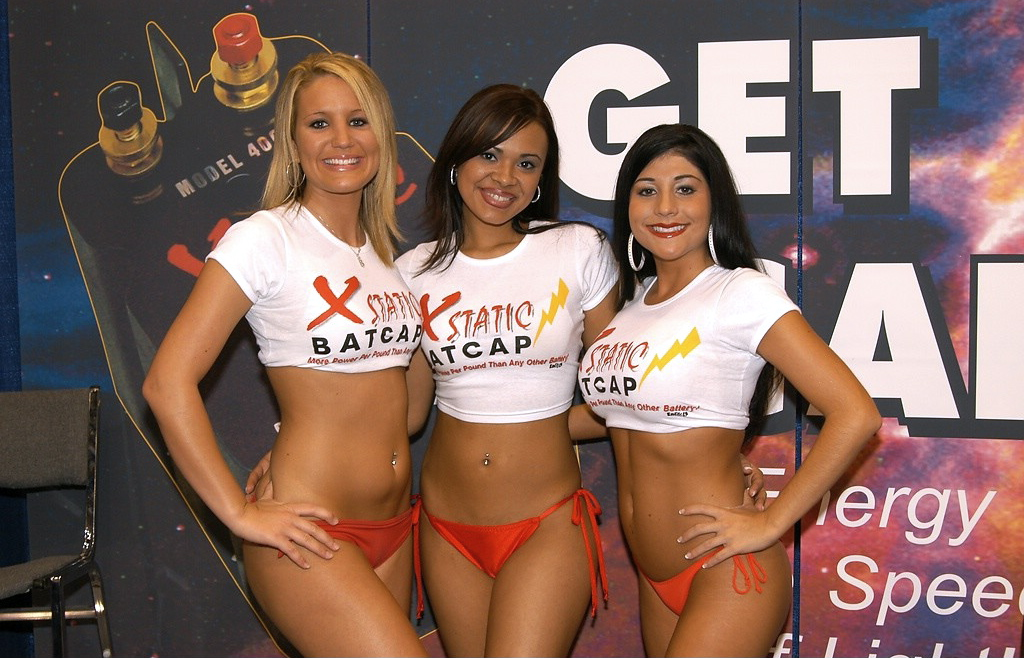
Sexuální objektifikace žen coby hostesek pro reklamní a propagační účely.

Sexuální objektifikace žen popisuje jednání, kdy jsou ženy degradovány na pouhý předmět mužské sexuální touhy. Ačkoliv probíhají diskuse, v jakých případech jde o objektifikaci, obvykle se uvádějí následující případy: sexistické reklamy, sexualizace žen v umění a médiích, pornografie, povolání prostitutek a striptérek a v neposlední řadě soutěže krásy.
Některé feministky a psychologové uvádějí, že sexuální objektifikace může vést k poruchám příjmu potravy, depresím a sexuální dysfunkci. Současně, že takové chování může u žen vytvořit chybný obraz sebe sama, že jediné, na čem u žen ve společnosti záleží, je jejich vzhled. Zvláště během vývoje z dívky v ženu může docházet k rizikovosti výskytu negativních emocí, jako jsou strach, stud a zhnusení.
Někteří výzkumníci obviňují masmédia z šíření a propagace stereotypních ideálů krásy a tlaku zejména na dívky a mladé ženy, stejně jako ze šíření sexualizovaných obrazů žen.
Tematika sexuální objektifikace žen se poprvé hlasitě probírala během 70. let 20. století mezi feministickými skupinami. postupně byly nalezeny dopady sexuální objektifikace žen do řady sfér každodenního i profesního života.
Novinářka a spisovatelka Ariel Levy ovšem přinesla vlastní pohled, když uvedla, že západní ženy přispívají sexuální objektifikaci, když samy nosí vyzývavé oblečení. Ačkoliv jiné ženy vnímají takové chování jako zmocňování své sebedůvěry, Levy tvrdí, že tímto dochází k šíření sexualizovaného pojetí ženského těla a k deformaci nároků ženy na sebe samou. Toto chování nazvala raunch culture. Ženy se tak dopouští objektifikace sebe samých, když se snaží napasovat do ideálů přitažlivosti, které stanovili muži.

## Sexuální objektifikace mužů
Sexuální objektifikace mužů popisuje jednání, kdy jsou muži degradováni na pouhý předmět sexuální touhy. Případy, kdy mohou být muži sexuálně objektifikováni, například jsou: sexistické reklamy, videoklipy, filmy, televizní pořady, tematické kalendáře, ženské časopisy a také v povoláních striptérů a pornoherců. K sexuální objektifikaci mužů dochází také v gay komunitách. Psychologické dopady sexuální objektifikace mužů přitom mohou vést ke stejným negativním projevům jako u žen.